# Olivier Bastin
Pour les articles homonymes, voir Bastin.
Olivier Bastin (né en 1958 ) est un architecte et scénographe belge. Avec sa coopérative d'architectes, L'Escaut, il travaille sur un grand nombre d'espaces culturels, dont plusieurs théâtres. Il associe régulièrement des artistes dans sa pratique architecturale.

## Biographie
Olivier Bastin est né en 1958. Après avoir entamé des études de psychologie à Louvain-la-Neuve, il se réoriente vers l'architecture qu'il étudie à Tournai.
Après ses études, il effectue un service civil à l’Atelier Sainte-Anne où il découvre le théâtre qui devient alors sa deuxième passion.

### L'architecture
En 1989, il fonde, avec Micheline Hardy, comédienne et metteuse en scène, le bureau d'architecture L'Escaut installé dans un ancien bâtiment industriel du quartier maritime à Molenbeek, un quartier à forte mixité sociale. L'agence accueille également des résidences d’artistes des arts vivants et des arts plastiques, d’architectes, et des activités socio-culturelles afin d'ouvrir l'architecture à de nouvelles collaborations. L'Escaut est actuellement une coopérative d'architectes.

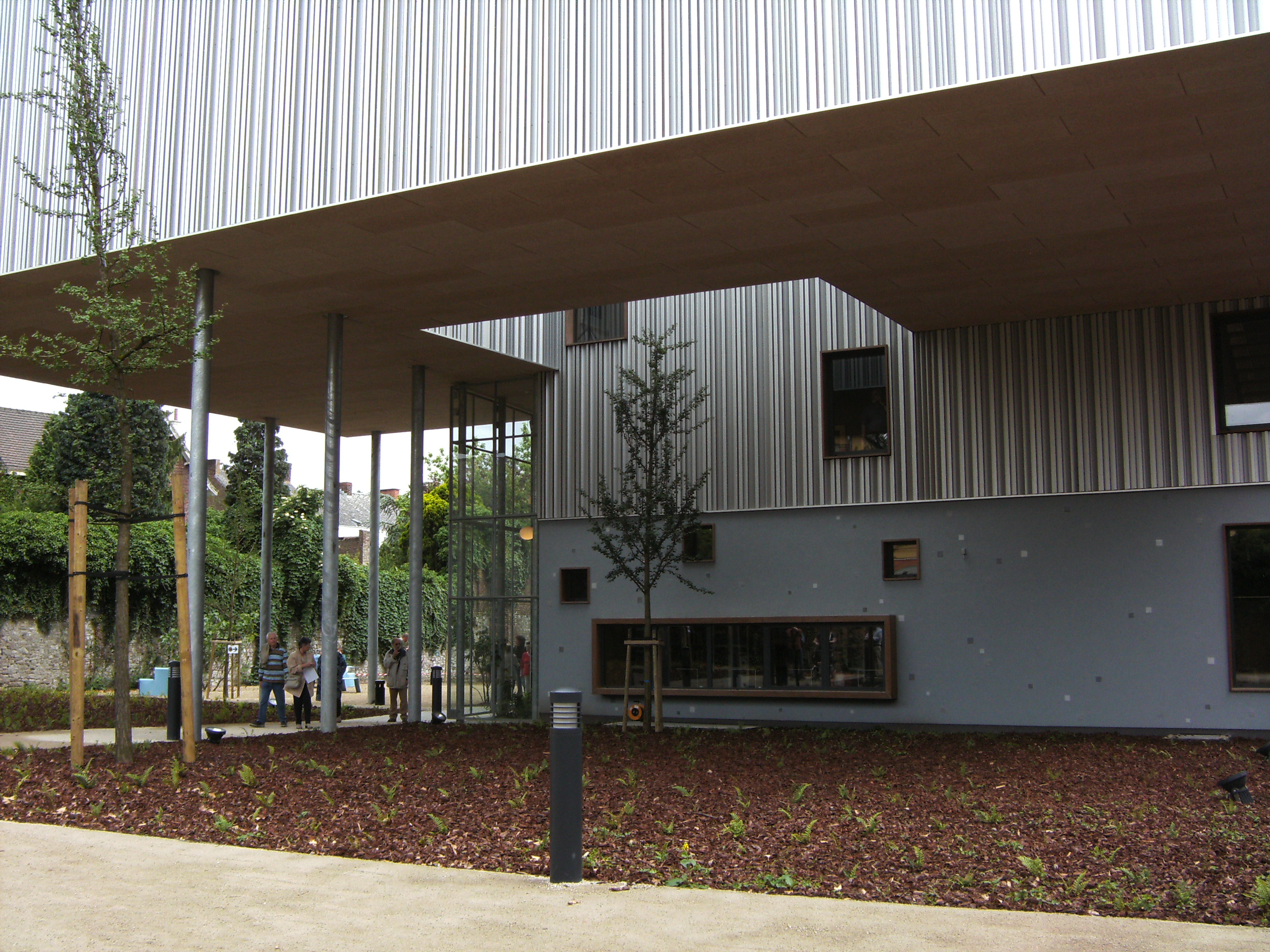
Musée de la photographie de Charleroi. Extension

La coopérative d'architectes L’Escaut est spécialisée dans les équipements culturels : le Théâtre National à Bruxelles, le Musée de la Photographie à Charleroi, la salle Victor Jara à Soignies, l'extension de la Chapelle Musicale Reine Elisabeth, l'Artothèque à Mons, Le Cellier à Reims, le Conservatoire de danse à Nantes, la rénovation/extension du Grand théâtre de Verviers, mais est aussi autrice ou co-autrice de logements et d’espaces publics comme le Skatepark des Ursulines à Bruxelles ou le Quai de la Sambre à Charleroi,,.
Pour Olivier Bastin, si la forme est importante, l'aspect social et le respect de l'espace public sont également essentiels. Il associe la pratique architecturale aux démarches artistiques, théoriques et expérimentales, s'attache à comprendre les demandes de ses interlocuteurs, fait largement intervenir les citoyens et privilégie le travail d’équipe,.

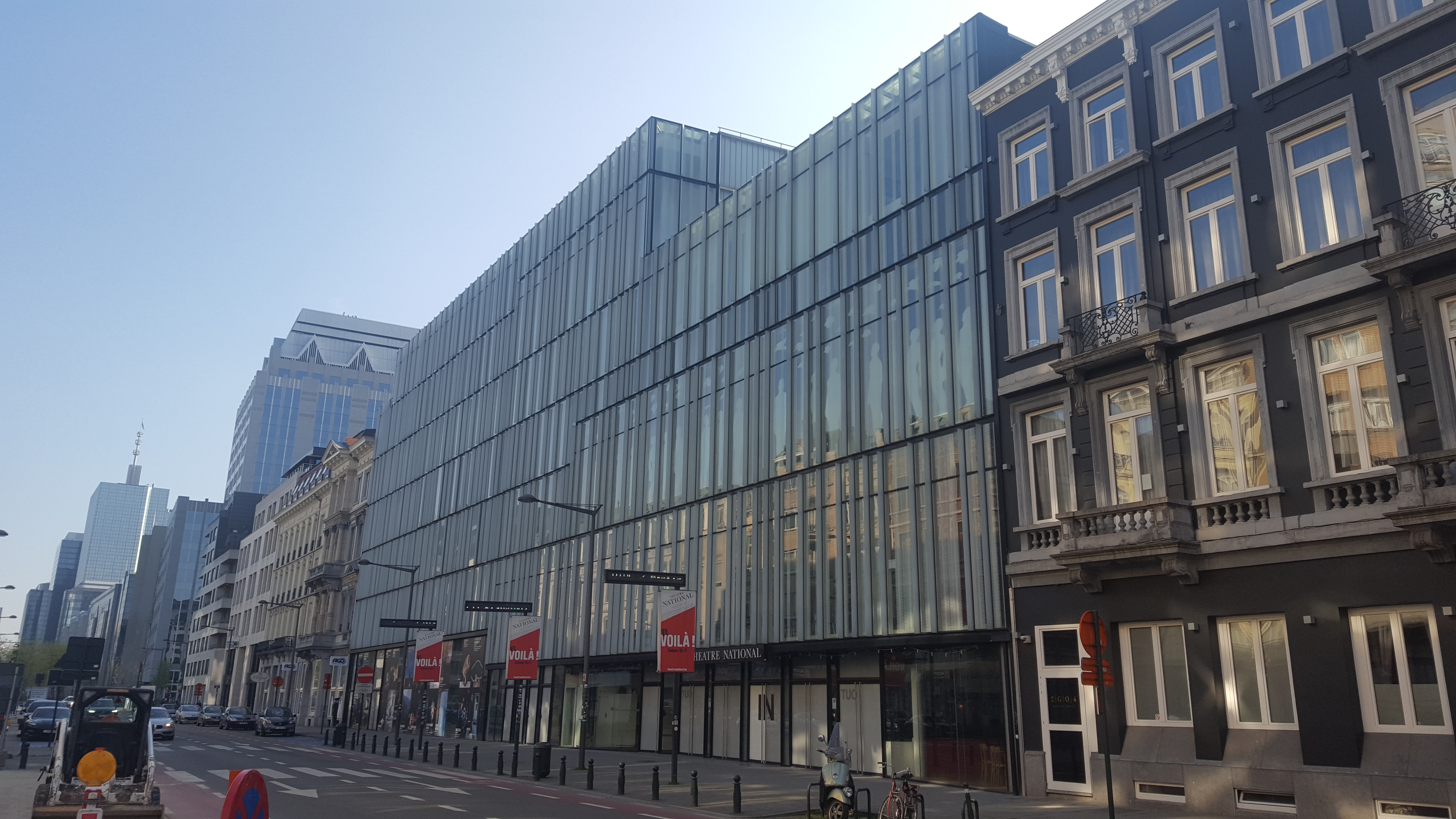
Théâtre de la Fédération Wallonie-Bruxelles

De 1994 à 2009, Olivier Bastin est enseignant et chef d’atelier, dans plusieurs facultés d’architecture, de scénographie et d’arts visuels (Faculté d’Architecture de l'Université libre de Bruxelles (ULB), La Cambre),.

#### Bouwmeester de Bruxelles

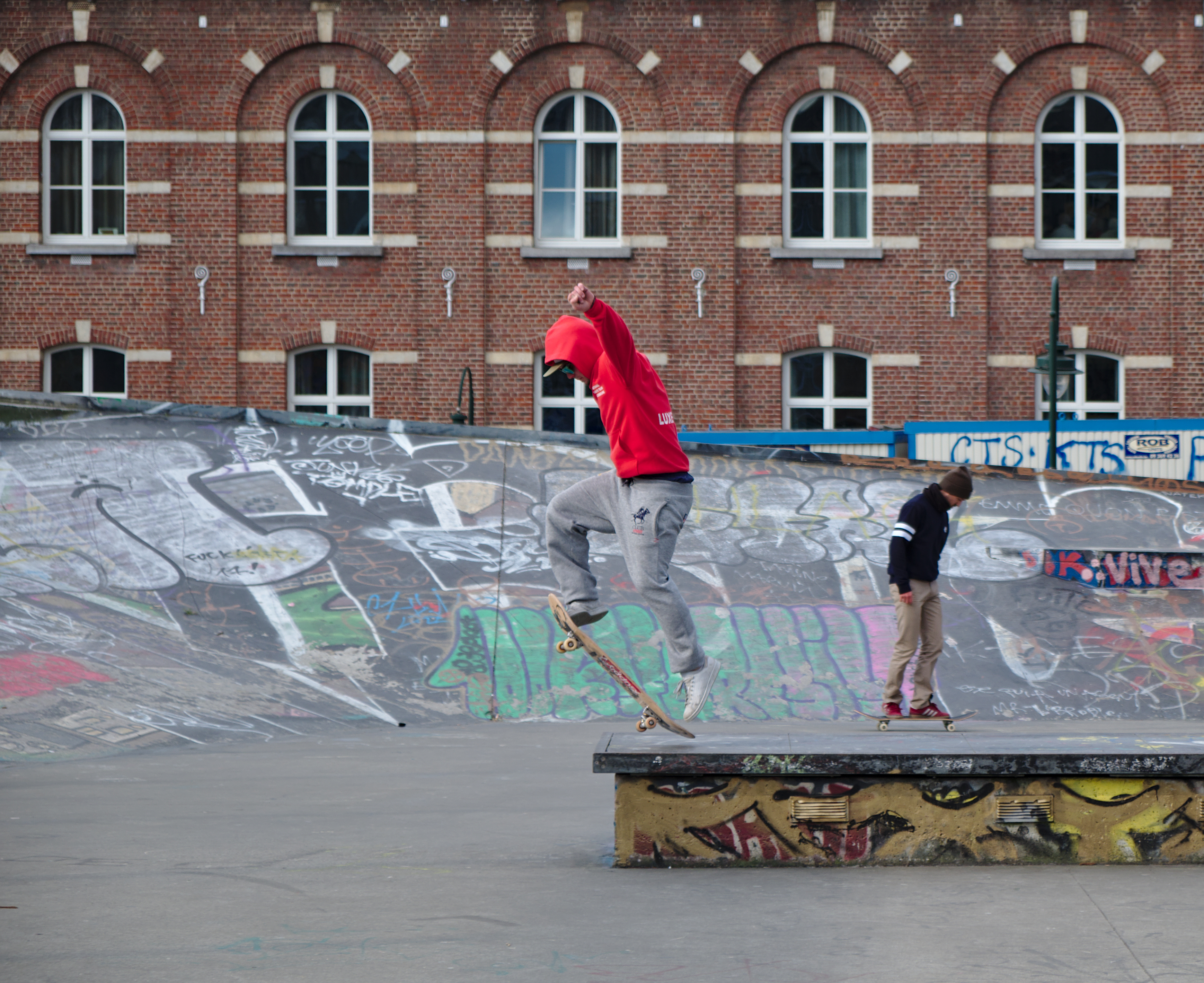
Skatepark des Ursulines à Bruxelles

De 2009 à 2014, Olivier Bastin est le premier « bouwmeester – Maître Architecte » (bMa) de la Région Bruxelloise. Sa mission est d'assister la maîtrise d’ouvrage publique et privée, de garantir la qualité architecturale et urbanistique de projets importants pour la Région. Dans ce contexte, il est appelé à intervenir sur tous les grands projets de la région et les communes de l'agglomération peuvent également solliciter son avis. À la fin de son mandat, il présente un journal  accompagné d'une exposition de 18 projets emblématiques, sur la mise en place de cette nouvelle fonction, des actions et initiatives ayant eu lieu durant ce premier mandat et les défis à venir,.
Depuis 2013, il est membre des Ateliers d’urbanisme de Cergy Pontoise et copilote en 2016, l’Atelier de Saint-Laurent du Maroni en Guyane Française.
Le 23 mars 2016, Olivier Bastin est élu membre de l’Académie royale de Belgique dans la Classe des Arts, orientation Architecture et Urbanisme
Le 1er décembre 2016, il est nommé Président du Conseil d'administration de la Fédération des Sociétés d’architectes de Belgique (FAB)

### La Scénographie
Olivier Bastin réalise une dizaine de scénographies de spectacles, dont : 
- Cube, scénographie, 1988-1989
- Léonce et Léna de Georg Büchner, mise en scène de Philippe van Kessel,scénographie, Théâtre national, 1992-1993[8]
- Ça n'arrive qu'aux autres de Karl Valentin, mise en scène de Micheline Hardy, scénographie et éclairages, La Balsamine,1993/1994
- Harcèlements de Martin Crimp, mise en scène de Marcel Delval, scénographie, Rideau de Bruxelles, 1997/1998[9]
- Peaux de chat d'Alain Cofino Gomez, mise en scène de Micheline Hardy, scénographie et lumières, Théâtre Le Public, Bruxelles, 1996[10]
- Qui a peur de Virginia Woolf ? d'Edward Albee, mise en scène de Michel Kacenelenbogen, scénographie, Théâtre Le Public, Bruxelles, 1996[11]
- Respire de Alain Populaire et Nicole Cabes, mise en scène de Micheline Hardy, scénographie et costumes, Théâtre de l'Ancre, 1988-1989[12]

- Ecarte ! de Wim Van Gotha, mise en scène de François Clarinval, scénographie, Théâtre Varia, 2001/2002[13]

Il est président du théâtre Le Rideau de Bruxelles.

## Expositions
- 2013 : 4x4 Quatre visions autour de la Jonction Nord-Midi, Bozar , Bruxelles (commissaire d'exposition)[15]
- 2014 : bMa / Man of Thoughts, salle des guichets BNP Paribas Fortis, Bruxelles[16]

## Publications
- (en) Nele Aernouts, Olivier Bastin, Joeri De Bruyn, Kristien Van Den Houte, Ward Verbakel, bMa, Man of thoughts, Malines, Public Space, 2014 232 p.  (ISBN 9789491789021)
- (en) Yves Vasseur (auteur), Olivier Bastin (auteur), Marc Mawet (auteur), Maud Faivre (photographies), Zoé van der Haegen (photographies), Pierre Liebaert (photographies), Rino Noviello (photographies), In-Out : mission photographique, Mons, Mons 2015, 2015, 288 p.  (ISBN 9782960140323)
- Chantal Dassonville, Maurizio Cohen (dir.), Marie-François Plissart (photographies), Sca Architectes associés sprl (Muriel Desmedt, Marc Lacour, Sabine Leribaux, Denis Trivière), Atelier Gigogne (Pierre Van Aasche), L'Escaut (Olivier Bastin), Le Théâtre national, La Lettre volée, Visions - Architectures publiques volume 3, 2004 128 p.  (ISBN 978-2-87317-255-8)

## Distinctions
- 1992 : Belgian Architectural Award pour le Restaurant Le Yen[4]
- 2008 : 
  - Prix des espaces publics, les Règles d'Or de l'Urbanisme pour le Square des Ursulines[4]
  - Prix d’Architecture du Hainaut 2008: Prix Spécial des Affaires Culturelles pour le Musée de la Photographie à Charleroi[17]
- 2009 : 
  - Prix du Patrimoine pour le Musée de la Photographie à Charleroi[18]
  - nomination aux Mies van der Rohe Awards pour le Musée de la photographie de Charleroi[19]
- 2010 : 
  - nomination pour le Iakov Chernikhov International Prize[4]
  - nomination aux Belgian Building Awards pour l'Espace culturel Victor Jara[20]
- 2011 : nomination aux Mies van der Rohe Awards pour l'espace culturel Victor Jara[21]